# Nederländernas herrlandslag i innebandy
Nederländernas herrlandslag i innebandy representerar Nederländerna i innebandy på herrsidan.

## Historik
Laget spelade sin första landskamp den 9 februari 2002, då man vid en sexnationersturnering i Belgien besegrade tyska U19-landslaget med 6-5. Redan samma dag spelade laget sin första "riktiga" match, då man i samma turnering fixade 2-2 mot Belgien.

### Fotnoter
1. ↑  ”International Floorball Federation”. http://www.floorball.org/default.asp?kieli=826&sivu=150&alasivu=150. Läst 22 augusti 2011.